# Chérilos d'Athènes
Pour les articles homonymes, voir Chérilos.
Chérilos d’Athènes, en grec Χοιρίλος, est un poète tragique de l'Athènes antique (-548 - -464).

## Notice biographique
D'après Aristote, qui le cite dans sa Rhétorique, très peu de choses sont connues de cet auteur, rival de Pratinas, Phrynichos le Tragique et Eschyle vers -500. Il est l’auteur de 150 tragédies, et fut vainqueur quinze fois. Il excusait ses choix de thèmes en disant que ses prédécesseurs avaient déjà tout traité.

## Sources
- Aristote, Topiques (1414b)
- Suidas
- (en) « Chérilos d'Athènes », dans Encyclopædia Britannica [détail de l’édition], 1911 (lire sur Wikisource).
- Johann August Nauck, Tragicorum Graecorum Fragmenta, 1889
- F. G. Welcker, Die griechischen Tragödien, 18,892
- André Thérive, Anthologie non classique des anciens poètes grecs (1934) Éd. R.-A. Corrêa, Paris